# Rich Hill
Rich Hill é uma cidade localizada no estado americano de Missouri, no Condado de Bates.

## Demografia
Segundo o censo americano de 2000, a sua população era de 1461 habitantes.
Em 2006, foi estimada uma população de 1505, um aumento de 44 (3.0%).

## Geografia
De acordo com o United States Census Bureau tem uma área de
3,6 km², dos quais 3,6 km² cobertos por terra e 0,0 km² cobertos por água.

## Localidades na vizinhança
O diagrama seguinte representa as localidades num raio de 24 km ao redor de Rich Hill.